# 성모 대성전 봉헌 축일

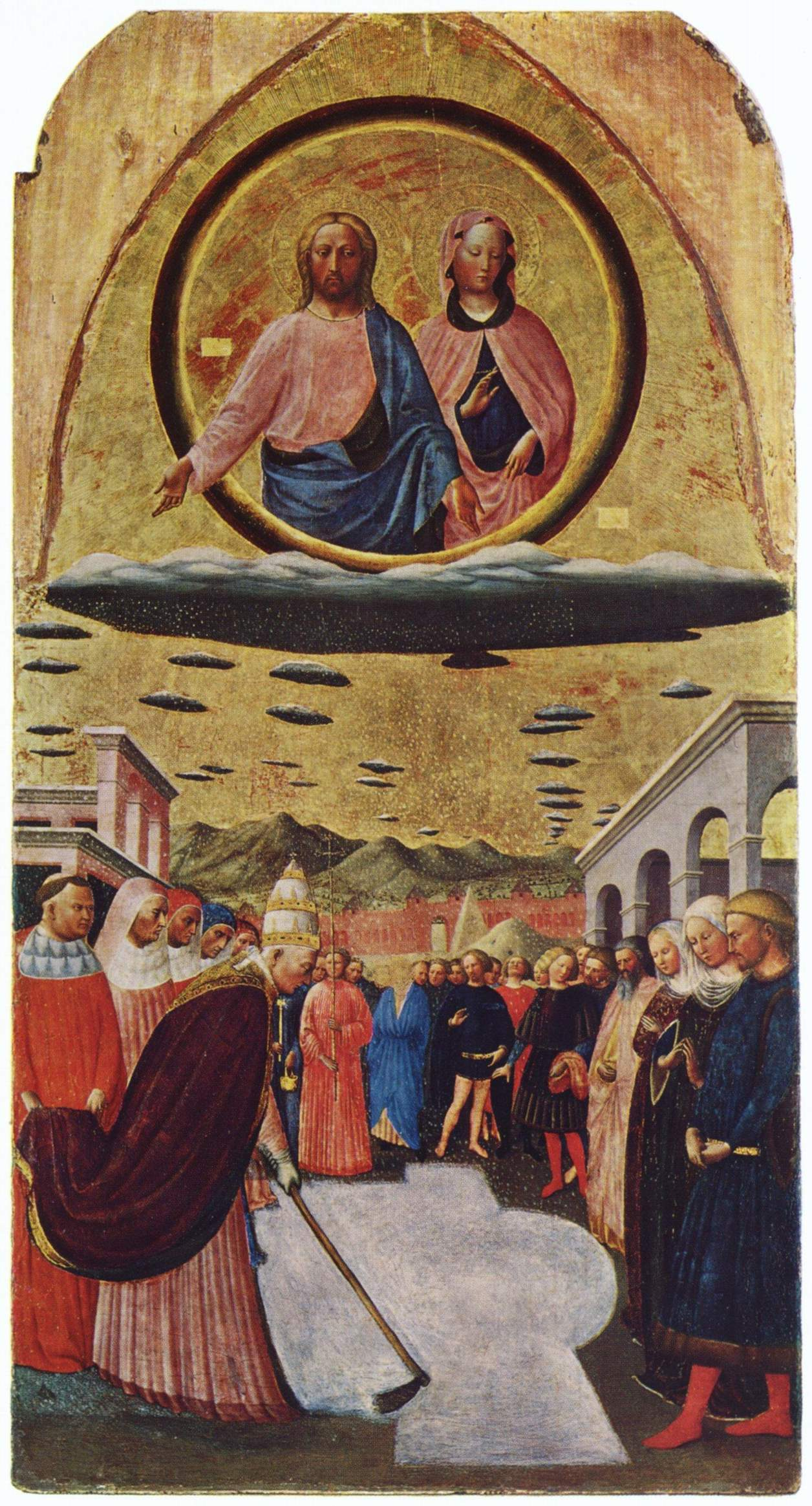
마솔리노 다 파니칼레가 그린 눈의 기적. 예수 그리스도와 성모 마리아가 교황 리베리오가 훗날 성모 대성전이 세워질 장소의 터를 닦는 것을 내려다 보고 있는 모습을 묘사하였다.

성모 대성전 봉헌 축일(라틴어: In Dedicatione basilicae S. Mariae)은 천주교에서 사용하는 로마 보편 전례력에서 8월 5일에 선택적으로 기념할 수 있다. 1962년판 로마 보편 전례력에서는 성모 설지전 봉헌 축일(라틴어: In Dedicatione basilicae S. Mariae ad Nives)이라고도 부른다. 성모 대성전은 산타 마리아 마조레 대성전이라는 이름으로 널리 알려져 있으며, 제36대 교황 리베리오(재위 352~366) 때 건립돼 성모 마리아에게 봉헌된 첫 성당이다. 성모 대성전 봉헌 축일은 또한 공식적으로는 아니지만 눈의 성모를 기념하는 축일이기도 하다.